# Peter Broom
Peter Broom (ur. 20 stycznia 1981) – nowozelandzki judoka.
Uczestnik mistrzostw świata w 2007. Startował w Pucharze Świata w 2004. Wicemistrz Wspólnoty Narodów w 2004. Brązowy medalista mistrzostw Oceanii w 2004. Mistrz kraju w 2004, 2005 i 2011 roku.